# Grube Emil Mayrisch
Die Grube Emil Mayrisch war ein nach dem international orientierten Industriellen Emil Mayrisch benanntes Steinkohlebergwerk des Eschweiler Bergwerks-Vereins (EBV) in Siersdorf bei Aldenhoven in Nordrhein-Westfalen im Aachener Steinkohlenrevier.

## Geschichte
Die Grube wurde vom EBV errichtet, um die nördlich und östlich der vorhandenen Gruben des EBV (insb. der Gruben Maria und Anna) befindliche Steinkohle abzubauen. Nach Probebohrungen in den 1920er Jahren begannen 1938 die Abteufarbeiten sowie der Bau einer EBV-Anschlussbahn zum 6 km entfernten Bahnhof Mariagrube, von wo aus man günstig nach Stolberg an der Hauptstrecke Aachen − Köln sowie nach Herzogenrath an der Hauptstrecke Aachen – Mönchengladbach gelangen konnte.
Der Zweite Weltkrieg unterbrach die Arbeiten, sodass die Kohleförderung erst am 15. April 1952 begann. 1953 wurde die Bahnstrecke Mariagrube – Siersdorf – Grube Emil Mayrisch von der Deutschen Bundesbahn übernommen, welche zusätzlich zu den immer zahlreicher werdenden Kohlezügen einen in den ersten Jahrzehnten sehr dichten Personenverkehr einrichtete. 
Die Grube förderte erstklassige Kokskohle, entwickelte sich anfangs sehr gut und konnte die Fördermengen durch zunehmende Mechanisierung und Automatisierung von Jahr zu Jahr immer weiter steigern.
Die Bergleute wurden vom EBV in Siersdorf selbst sowie in den etwas größeren Nachbarorten Aldenhoven und Setterich angesiedelt.
In den 1960er Jahren galt die Grube als eine der modernsten und leistungsfähigsten Schachtanlagen Europas und als Musterbergwerk des EBV. Aus Gründen der Rationalisierung des Bergbaus im Revier wurden unterirdische Verbindungen zu den benachbarten Gruben Anna, Carl Alexander und Maria errichtet. In diesen Gruben endete dann die Förderung bzw. die Seilfahrten, so dass ab 1983 die gesamte noch vorhandene Förderung über Emil Mayrisch zu Tage gebracht wurde. Ein Großteil der geförderten Kohle wurde mit der Bundesbahn in das 8 km entfernte Alsdorf gebracht und in der dortigen Kokerei zu Koks verarbeitet. Der vom EBV anfangs geplante Bau einer neuen Kokerei neben Emil Mayrisch wurde wegen der gegen Ende der 1950er Jahre beginnenden Kohlekrise nie durchgeführt. Durch die Kohlekrise geriet Emil Mayrisch schließlich – wie viele andere Kohlezechen Mitteleuropas – in Schwierigkeiten. 1987 beschloss die sogenannte Kohlerunde beim Bundeswirtschaftsministerium die Einstellung des Bergbaus in der Region Aachen. Die Förderung auf Emil Mayrisch wurde daher am 18. Dezember 1992 als vorletzte Schachtanlage des Aachener Reviers eingestellt, lediglich die Zeche Sophia-Jacoba in Ratheim wurde noch bis März 1997 betrieben, diese lag allerdings 20 km nördlich von Emil Mayrisch und somit deutlich außerhalb des klassischen Aachener Kernreviers.

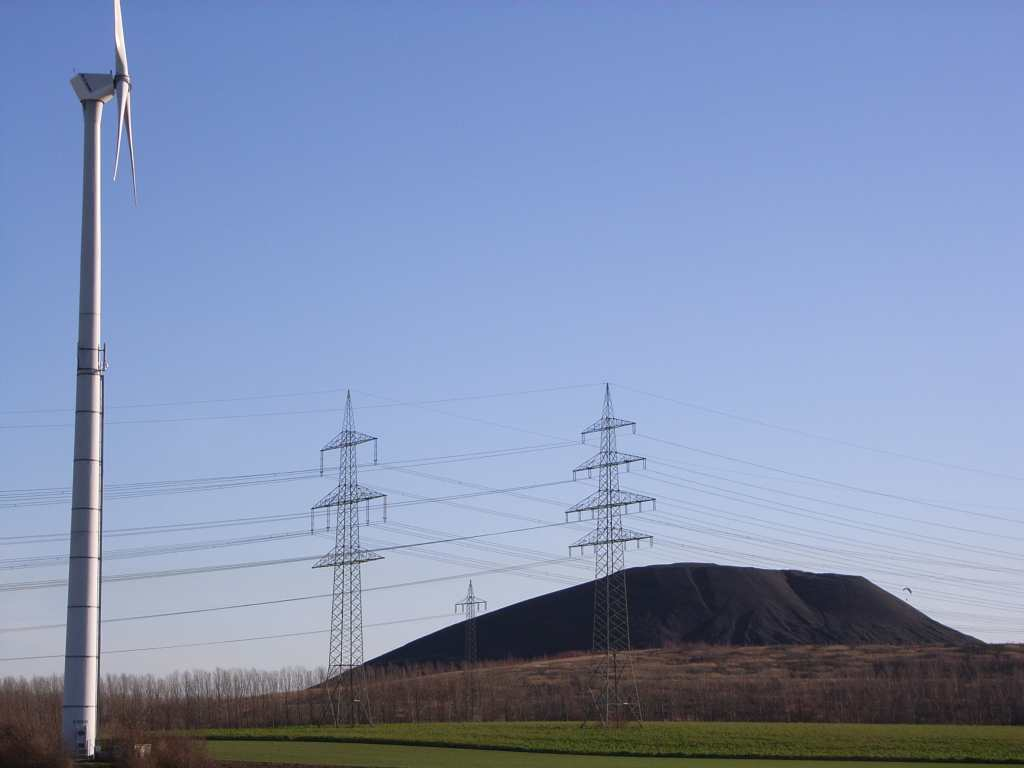
Westseite der Halde mit Windkraftanlage an der B57

Unmittelbar nördlich an das Grubengelände angrenzend befand sich ein Steinkohlekraftwerk mit einer Leistung von 150 MW. Dieses wurde 1996 stillgelegt und anschließend abgerissen.
Die Bergehalde der Grube Emil Mayrisch erstreckt sich über ein Gebiet von 1,5 km² und erreicht eine Höhe von 100 m über Geländeniveau. Sie unterliegt allerdings noch der Bergaufsicht und darf deshalb nicht betreten werden.

## Heutiger Zustand
Heute erinnert nur noch das alte Verwaltungsgebäude und die nordöstlich angrenzende Bergehalde an die ehemalige Grube. Auf ihrem Gelände ist der Industriepark „Emil Mayrisch“ entstanden. Im Außengelände wurde im Herbst 2005 ein etwa 1,2 km langer Autobahnabschnitt zu Filmzwecken errichtet.
Im Jahr 2014 wurde auf dem Gelände das Aldenhoven Testing Center eröffnet.